# Metaseiulus cornus
Metaseiulus cornus är en spindeldjursart som först beskrevs av De Leon 1957.  Metaseiulus cornus ingår i släktet Metaseiulus och familjen Phytoseiidae. Inga underarter finns listade i Catalogue of Life.